# Daimler Phoenix
La Daimler Phoenix de 1897 est la seconde automobiles du constructeur allemand Daimler Motoren Gesellschaft, conçue par Gottlieb Daimler et Wilhelm Maybach. Ce modèle est le précurseur de la marque Mercedes déposée par Emil Jellinek-Mercedes en 1902.

## Historique
En 1897 Gottlieb Daimler et Wilhelm Maybach créer la « Daimler Phoenix » équipée d'un moteur avant 4 cylindres, 8 ch pour 40 km/h.

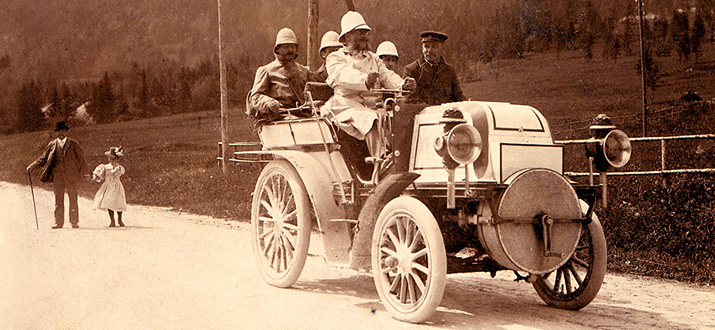
Emile Jellinek au volant de sa Daimler Phoenix 24 cv - 28 cv. Seuls 6 exemplaires du Tonneau ont été produits exclusivement pour Emil Jellinek. Le moteur spécial de 300 kg avait une cylindrée de 5,5 litres.

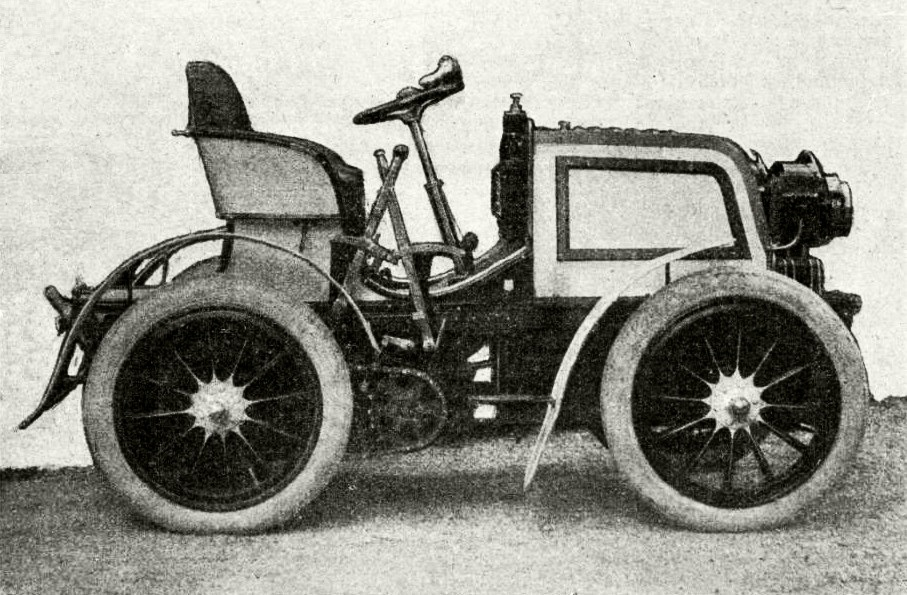
Daimler Phoenix 24 cv,

Emil Jellinek est né à Leipzig en 1853. Il a vécu un temps en Autriche, en France mais aussi en Algérie. Grâce au commerce des produits nord-africains, il a amassé une grande fortune financière. Sa première voiture était un tricycle Dion-Bouton, suivi d’une voiturette Leon-Bollee à trois roues. Il a été suivi d’une voiture à moteur Benz. Grâce à une annonce dans un journal, il a pris connaissance d’une Daimler Phoenix.
Convaincu de l'avenir de l'automobile, le richissime homme d'affaires et consul austro-hongrois Emil Jellinek visite cette même année les usines Daimler Motoren Gesellschaft de Cannstatt (quartier de Stuttgart) en Allemagne pour y commander sa première Daimler 2 cylindres, 6 ch pour 24 km/h, rapidement suivie en 1898 par quatre « Daimler Phoenix » qu'il pilote dans des courses automobiles de la Côte d'Azur.
Comme il connaissait les bizarreries de ses riches voisins, il attendait avec sa Daimler Phoenix sur une route de col près de Monaco le baron Henri de Rothschild. Il s’y rendait régulièrement avec sa Panhard. Comme la Daimler Phoenix Double Phaeton était supérieure à la Panhard malgré seulement 6 ch et 25 km/h, il a pu la vendre à Rothschild sur place. Il a de nouveau réussi cette astuce de vente avec le niveau de performance suivant de la Daimler Phoenix. Ce véhicule de quatre commandés pouvait déjà atteindre 42 km/h. Après cela, Jellineck a commandé six voitures de course de 24 ch. Les véhicules produits exclusivement pour lui avaient un moteur de bateau d’une cylindrée de 5,5 litres. Le moteur a été porté à des performances toujours plus élevées par le radiateur en nid d’abeille de Maybach et le nouvel allumage par magnéto basse tension de Robert Bosch. Jellineck a commandé une autre voiture de course Phoenix de 28 ch. Avec ce véhicule, il participe à la semaine de course à Nice en mars 1899 sous le pseudonyme de « Mercedes ». Il a parcouru la distance de 85 km en 2,27 heures, correspondant à 34,7 km/h. Il a pu vendre immédiatement les six voitures de course Phoenix livrées en 1898 avec cette publicité. Les voitures de course avaient un poids de 1400 kg. L’empattement était de 1753 mm. Les chars ont eu beaucoup de succès dans les courses. E.T. Stead a remporté la course de 16,9 km de la course de côte de Nice La Turbie avec 32 minutes et 22 secondes. Mais le contremaître de l’usine Wilhelm Bauer, qui a également participé à une voiture de course Daimler Phoenix, a eu un accident mortel le 30 mars 1900, lorsqu’il s’est écrasé contre un mur avec la voiture sous-vireuse. Cet événement a incité Jellineck à exiger de Daimler un empattement plus long et une plus grande largeur de voie. Le résultat a été la Mercedes 35 ch. Malgré tout, d’autres compétitions ont été disputées avec les voitures de course Phoenix. Le comte Zborowski a remporté la course de côte à Nice en 1902. Plus tard, ce même véhicule a été redécouvert. Il a servi d’entraînement à la scie circulaire à un agriculteur pendant plus de 31 ans.
L'année suivante, il ouvre une concession Daimler Motoren Gesellschaft florissante à Nice ou il vend 10 modèles en 1899 et 29 en 1900. Au début du XXe siècle, toutes les plus grosses fortunes de la planète passent l'hiver sur la Côte d’Azur qui est donc un endroit idéal pour le commerce de voiture et Emil Jellinek devient vite le concessionnaire exclusif de Daimler Motoren Gesellschaft.
En 1902 Emil Jellinek dépose et protège officiellement et légalement la marque commerciale Mercedes et signe un « contrat d'exclusivité commerciale » pour les automobiles Daimler Motoren Gesellschaft pour l'Autriche-Hongrie, la France, la Belgique et les États-Unis puis commande des centaines d'exemplaires. Il fait légalement modifier son nom en « Emil Jellinek-Mercedes ». Il fait construire par Wilhelm Maybach et Paul Daimler (fils et successeur de Gottlieb Daimler) les premières série de voitures de tourisme Mercedes Simplex et entre au conseil d'administration de Daimler Motoren Gesellschaft.
En plus des voitures de course, il y avait les véhicules Phoenix standard, avec lesquels DMG gagnait son argent. Les moteurs de 2 à 10 ch avaient des soupapes d’admission automatiques en tête et des soupapes d’échappement permanentes contrôlées. Un carburateur à buse de pulvérisation alimentait les moteurs avec le mélange gazeux. Il y avait deux roulements de vilebrequin, un système de lubrification du carter dans le carter. L’eau était refroidie par des refroidisseurs tubulaires. Comme pour les voitures de course, l’allumage par tube incandescent a été converti en allumage par magnéto basse tension à partir de l’automne 1898. Le moteur était démarré soit avec une manivelle sur le côté gauche, soit à l’avant. Il y avait un embrayage à cône en cuir et une transmission à engrenages moderne à quatre vitesses. Les freins étaient appliqués à l’arbre de transmission et aux roues arrière via des patins extérieurs. De plus, il y avait un support de montagne, c’est-à-dire une tige qui pouvait se caler sur la route. Les véhicules équipés du petit moteur bicylindre avec un alésage de 75 mm et une course de 120 mm pesaient environ 1000 kg. Les véhicules à quatre cylindres avaient un alésage de 70 mm et une course de 120 mm et pesaient environ 1200 kg.

## Modèles de Daimler Phoenix
- 1897-1902 : Châssis court „Dog-car“ - 1 060 cm3 - 2 ch ou 3 ch - 2 sièges
- 1897-1902 : Châssis court „Vis à vis“ - 1 060 cm3 - 4 ch - 4 sièges
- 1897-1902 : Châssis long „Victoria“ - 1 060 cm3 - 4 ch ou 6 ch
- 1897-1902 : Châssis long „Phaeton“ - 1 060 cm3 - 4 ch ou 6 ch
- 1897-1902 : Châssis long „Coupé“ - 1 060 cm3 - 4 ch ou 6 ch
- 1897-1902 : Châssis long „Landauer“ - 1 060 cm3 - 4 ch ou 6 ch

———————————————————————————
- 1899-1902 : Châssis court „Dog-car“ - 1 845 cm3 - 6 ch ou 8 ch
- 1899-1902 : Châssis court „Vis à vis“ - 1 845 cm3 - 6 ch ou 8 ch
- 1899-1902 : Châssis long „Victoria“ - 1 845 cm3 - 6 ch ou 8 ch ou 10 ch
- 1899-1902 : Châssis long „Phaeton“ - 1 845 cm3 - 6 ch ou 8 ch ou 10 ch
- 1899-1902 : Châssis long „Coupé“ - 1 845 cm3 - 6 ch ou 8 ch ou 10 ch
- 1899-1902 : Châssis long „Landauer“ - 1 845 cm3 - 6 ch ou 8 ch ou 10 ch

## Chiffres de production Daimler Phoenix
| Année                          | 1897 | 1898 | 1899 | 1900 | 1901 | 1902 | total |
| ------------------------------ | ---- | ---- | ---- | ---- | ---- | ---- | ----- |
| Daimler „Phoenix“ 2 PS - 10 PS | *    | *    | *    | 95   | *    | *    | *     |

 Les chiffres de production du Daimler Phoenix ne sont pas documentés. Une estimation peut être faite via la production annuelle documentée moins les véhicules, dont certains ont été proposés en parallèle. La production totale est environ deux fois plus élevée que pour la voiture Riemenwagen, qui a atteint 150 pièces.
| Année                                   | 1897 | 1898 | 1899 | 1900 | 1901 | 1902 | total |
| --------------------------------------- | ---- | ---- | ---- | ---- | ---- | ---- | ----- |
| Daimler Riemenwagen                     | *    | *    | *    | 0    | 0    | 0    | 150   |
| Paul-Daimler Wagen                      | 0    | 0    | 0    | 0    | 2    | 1    | 3     |
| Mercedes 35                             | 0    | 0    | 0    | 1    | 35   | 0    | 36    |
| Mercedes 8/11                           | 0    | 0    | 0    | 0    | *    | *    | *     |
| Mercedes 12/16                          | 0    | 0    | 0    | 0    | *    | *    | *     |
| Mercedes Simplex 18/22                  | 0    | 0    | 0    | 0    | *    | *    | *     |
| Mercedes Simplex 28/32                  | 0    | 0    | 0    | 0    | *    | *    | *     |
| Mercedes Simplex 38/40                  | 0    | 0    | 0    | 0    | *    | *    | *     |
| Mercedes Simplex 60                     | 0    | 0    | 0    | 0    | 0    | *    | *     |
| Production automobile Daimler 1897-1902 | 26   | 57   | 108  | 96   | 144  | 197  |       |